# MK484

MK484 v pouzdru TO-92

MK484 je integrovaný obvod určený ke stavbě rádiopřijímače pro příjem amplitudově modulovaných signálů. Oblast použití obvodu leží v kmitočtovém rozsahu 150 kHz až 3 MHz. MK484 je zapouzdřen v plastovém pouzdře typu TO-92 se třemi vývody, obvykle používaném pro běžné tranzistory malého výkonu. Nahrazuje podobný starší obvod ZN414, uvedený na trh roku 1970. MK484 je preferován rádioamatéry, protože funguje s minimálním počtem vnějších diskrétních součástek a stačí mu velmi malé napájecí napětí (pracuje od 1,1 V). 

## Základní zapojení
Jednoduchý rozhlasový přijímač s přímým zesílením na základě obvodu MK484 vznikne doplněním obvodu několika rezistory a kondenzátory, sluchátky (nebo reproduktorem s velkou impedancí), rezonančním obvodem a napájecím zdrojem - např. tužkovým článkem.  
Vstupní rezonanční obvod přijímače může být tvořen feritovou anténou a ladicím kondenzátorem. Hodnoty součástek lze vypočítat podle Thompsonova vztahu. Např. pro kmitočet 1 MHz, který leží v pásmu středních vln a kapacitu C = 200 pF vychází indukčnost L  ≈ 127 μH.

## Zvýšení výstupního výkonu
Pro zvýšení výkonu může být základní zapojení doplněno tranzistorem. Větší výkon při lepší účinnosti poskytne integrovaný nízkofrekvenční zesilovač, např. LM386, na jehož výstup lze připojit malý reproduktor. 

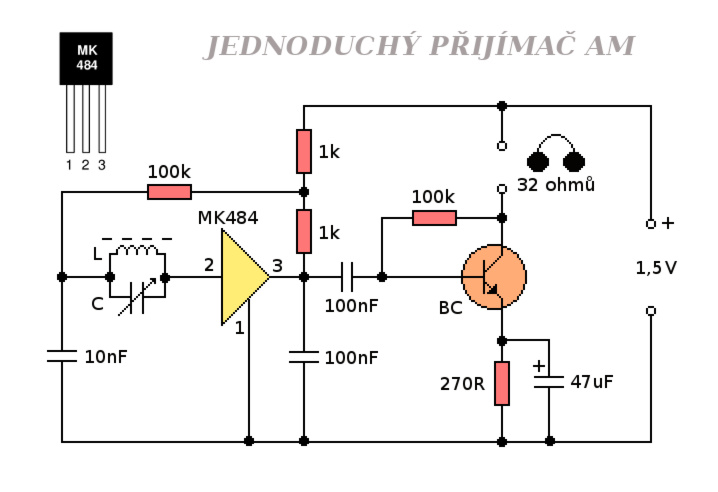
Přijímač s obvodem MK484

Nízkofrekvenční zesilovač s obvodem LM386 potřebuje vyšší napájecí napětí než MK484. Protože maximální povolené napětí obvodu MK484 je velmi malé, musí se napájecí napětí pro něj vhodně zmenšit. Totéž platí i v případě použití tranzistorového koncového zesilovače, pokud se použije vyšší napájecí napětí, než je maximální povolené napětí obvodu MK484. Pro snížení napětí lze použít běžné diody, např. 1N4148, zapojené v napájecí větvi obvodu MK484. 

## Další využití
Obvod MK484 lze použít nejen pro stavbu jednoduchého rozhlasového přijímače s přímým zesílením, ale např. i  v mezifrekvenční části složitějšího přijímače - superhetu, pokud mezifrekvenční kmitočet leží v oblasti frekvenčního rozsahu MK484. 

## Výhody
- Malé rozměry (pouzdro TO-92),
- nízké potřebné napájecí napětí,
- malý počet externích součástek.

## Základní parametry
| Napájecí napětí (UCC)        | 1,1 V až 1,8 V   |
| Odebíraný proud (ICC)        | 0,3 mA (typ.)    |
| Kmitočtový rozsah (fR)       | 150 kHz až 3 MHz |
| Vstupní impedance (ZIN)      | 4 MΩ (typ.)      |
| Celkové harmonické zkreslení | 4 % (typ.)       |
| Pracovní teplota (topr)      | −30 °C až 80 °C  |